# Heidi Hautala
Heidi Anneli Hautala, née le 14 novembre 1955 à Oulu en Finlande, est une femme politique finlandaise, membre de la Ligue verte.

## Biographie

### Parcours politique
De 1987 à 1991, Heidi Hautala dirige la Ligue verte finlandaise, avant d'être élue à l'Eduskunta, le Parlement finlandais, lors des élections législatives de 1991. Trois mois avant le terme de son mandat elle quitte le parlement national pour siéger Parlement européen, d'abord en tant que déléguée, à la suite de l'adhésion de la Finlande à l'Union européenne, puis en tant que députée européenne élue lors des élections d'octobre 1996. Elle est réélue en 1999.
En 2003 elle quitte le Parlement européen, pour revenir siéger à l'Eduskunta, où elle est réélue une nouvelle fois en 2007. Elle abandonne de nouveau ce mandat en 2009 pour retourner au Parlement européen lors des élections européennes de 2009.
Ce nouveau mandat ne dure que deux ans, Heidi Hautala étant nommée ministre de la Coopération pour le développement, dans le gouvernement Katainen le 22 juin 2011. Le 17 octobre 2013, elle est remplacée par son collègue de parti, Pekka Haavisto.
Lors des élections européennes de 2014, elle est réélue au Parlement européen, où elle siège au sein du groupe des Verts/Alliance libre européenne.

### Candidate à la présidentielle
Elle est la candidate de son parti lors des élections présidentielles de 2000 et de 2006, avec un succès modéré, 3,3 % en 2000 et 3,5 % en 2006, des résultats largement inférieurs à ceux de son parti aux élections législatives.